# 732 Tjilaki
A 732 Tjilaki (ideiglenes jelöléssel 1912 OR) a Naprendszer kisbolygóövében található aszteroida. Adam Massinger fedezte fel 1912. április 15-én.